# 올림픽 연합 선수단
올림픽 연합 선수단(영어: Unified Team 유니파이드 팀[*])은 발트 3국을 제외한 옛 소련에 속했던 국가가 연합하여 1992년에 열린 각종 스포츠 대회에 참가한 선수단 명칭이다. 프랑스 알베르빌에서 개최된 1992년 동계 올림픽과 스페인 바르셀로나에서 개최된 1992년 하계 올림픽 등의 각종 대회에 참가하였다. 프랑스어로 공식 이름은 에키프 위니피에(프랑스어: Equipe Unifiée)로 약자는 EUN을 사용했다.
발트 3국(라트비아, 리투아니아, 에스토니아)가 이미 소련에서 독립하여 개별 국가로 국제 올림픽 위원회에 이미 가입한 상태에서 1991년 말에 소련이 갑자기 해체되면서 12개 국가(러시아, 우크라이나, 벨라루스, 우즈베키스탄, 카자흐스탄, 조지아, 아제르바이잔, 몰도바, 키르기스스탄, 타지키스탄, 아르메니아, 투르크메니스탄)가 독립 국가가 되었다. 소련에서 독립한 12개 국가가 1992년에 개최되는 올림픽 등의 각종 국제 대회에 참가하기는 어려웠기 때문에 과도기적으로 연합하여 구성된 선수단이다. 독립국가연합(CIS) 팀으로 부르기도 하지만, 12개국 중 조지아는 1993년부터 독립국가연합에 참가했기 때문에 적절한 용어라고 볼 수 없다. 동계 올림픽에는 6개국(러시아, 우크라이나, 벨라루스, 우즈베키스탄, 카자흐스탄, 아르메니아)이 참가했으며, 하계 올림픽에는 12개국이 모두 참가했다.
- 연합팀은 알베르빌 대회에서 금 9개, 은 6개, 동 6개 등 23개 메달을 획득, 종합 2위를 차지했다.
- 연합팀은 바르셀로나 대회에서 금 45개, 은 38개, 동 29개 등 112개 메달을 획득, 종합 1위를 차지했다.

연합팀 선수가 메달을 획득하였을 때 알베르빌 대회는 올림픽기와 올림픽 찬가를 선수의 국기와 국가 대신 사용하였으며, 바르셀로나 대회는 단체 종목일 경우 알베르빌 대회와 같았으나 개인 종목에서는 선수 개개인 출신국 국기와 국가를 사용하였다. 
연합팀은 1992년을 끝으로 해체되고, 1993년 12개 국가의 각 국가 올림픽 위원회가 국제 올림픽 위원회 회원국이 되면서 12개 국가가 모두 별개로 각종 국제 대회에 참가하게 되었다.

## 같이 보기
- 독립국가연합 축구 국가대표팀
- 올림픽 소련 선수단
- 올림픽 러시아 선수단
- 올림픽 몰도바 선수단
- 올림픽 벨라루스 선수단
- 올림픽 아르메니아 선수단
- 올림픽 아제르바이잔 선수단
- 올림픽 우즈베키스탄 선수단
- 올림픽 우크라이나 선수단
- 올림픽 조지아 선수단
- 올림픽 카자흐스탄 선수단
- 올림픽 키르기스스탄 선수단
- 올림픽 타지키스탄 선수단
- 올림픽 투르크메니스탄 선수단